# Sailly-en-Ostrevent
Sailly-en-Ostrevent ist eine Gemeinde mit 667 Einwohnern (Stand: 667) im französischen Département Pas-de-Calais in der Region Hauts-de-France. Sie gehört zum Kanton Brebières (bis 2015: Kanton Vitry-en-Artois) im Arrondissement Arras. 

## Geographie
Umgeben wird Sailly-en-Ostrevent von den Nachbargemeinden Vitry-en-Artois im Norden, Noyelles-sous-Bellonne im Nordosten, Tortequesne im Osten, Étaing im Süden, Rémy im Südwesten, Boiry-Notre-Dame im Westen und Südwesten, Hamblain-les-Prés im Westen sowie Biache-Saint-Vaast im Nordwesten.

## Bevölkerungsentwicklung
| Jahr                      | 1962 | 1968 | 1975 | 1982 | 1990 | 1999 | 2006 | 2013 |
| ------------------------- | ---- | ---- | ---- | ---- | ---- | ---- | ---- | ---- |
| Einwohner                 | 679  | 660  | 640  | 666  | 649  | 647  | 671  | 715  |
| Quelle: Cassini und INSEE |      |      |      |      |      |      |      |      |

## Sehenswürdigkeiten
- Cromlech Les Sept Bonnettes (Steinkreis), Monument historique
- Kirche Saint-Albin
- Kapelle Notre-Dame de Pitié
- Kriegerdenkmal

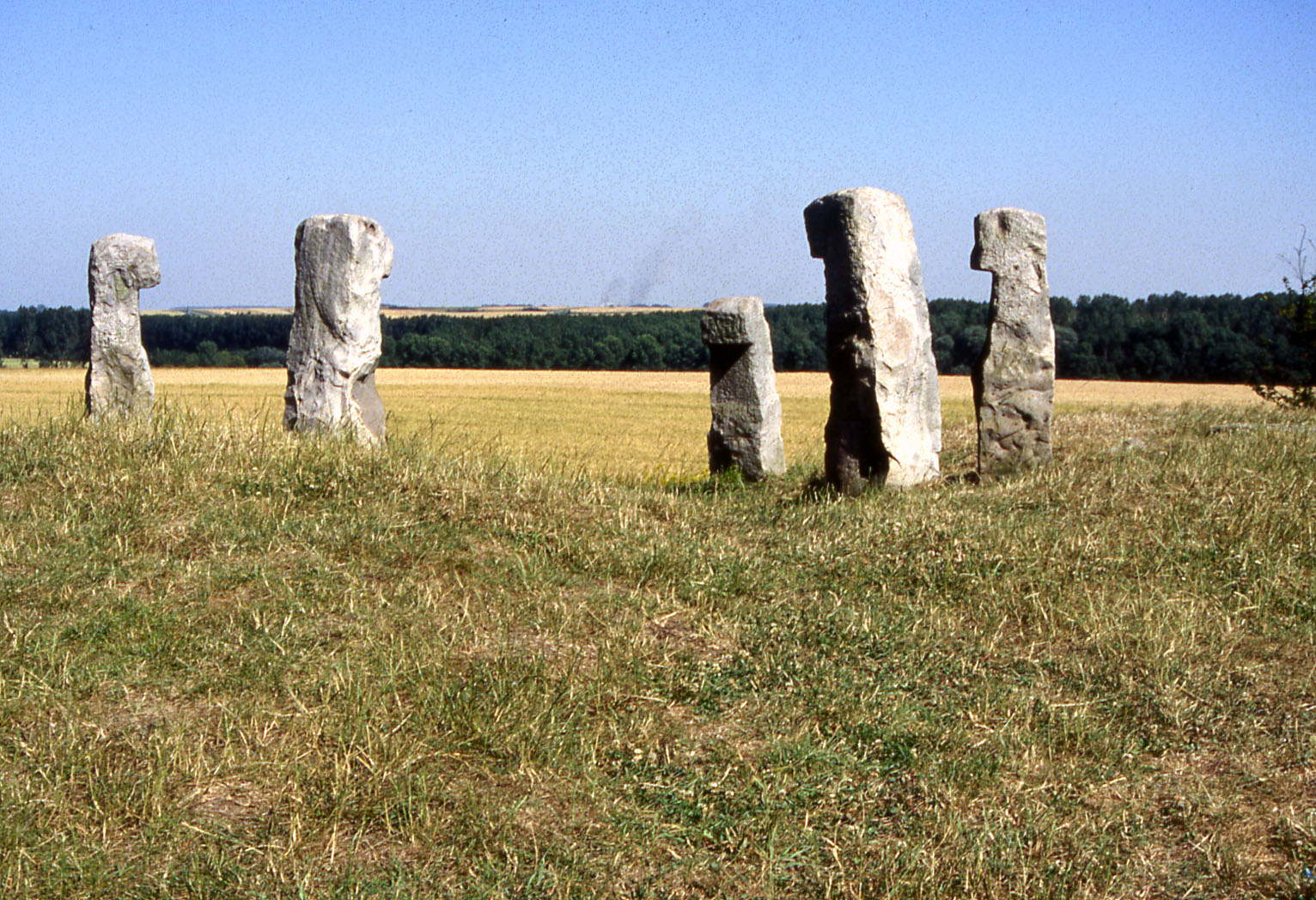
Cromlech Les Sept Bonnettes
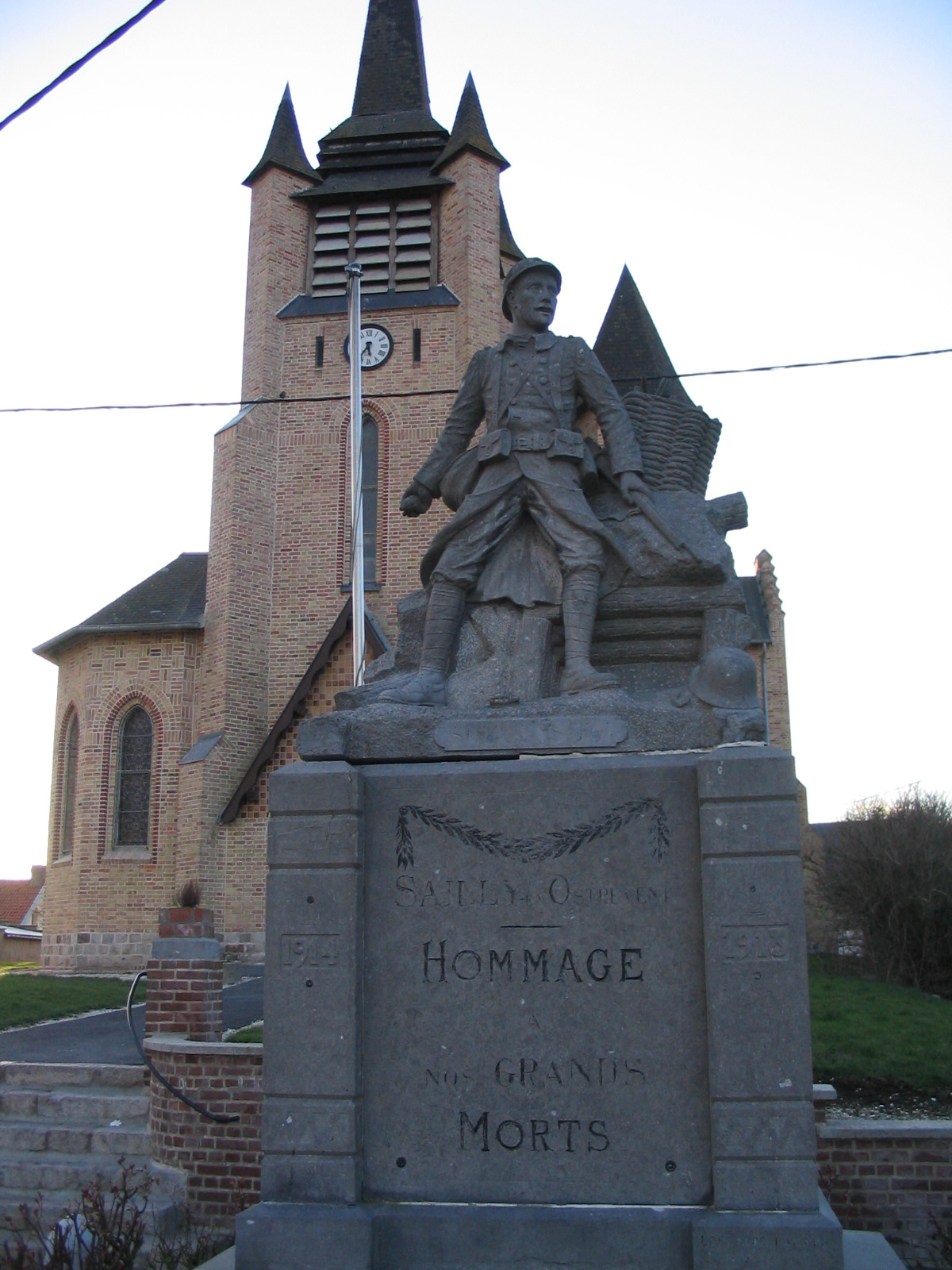
Kirche Saint-Albin mit Kriegerdenkmal